# My Kind of Christmas
My Kind of Christmas je vánoční album americké zpěvačky Christiny Aguilery, které vydala 24. října 2000.

## Seznam písní
1. Christmas Time – 4:02
2. This Year – 4:14
3. Have Yourself a Merry Little Christmas – 4:03
4. Angels We Have Heard on High (feat. Eric Dawkins) – 4:11
5. Merry Christmas Baby (feat. Dr. John) – 5:44
6. Oh Holy Night – 4:52
7. These Are the Special Times – 4:31
8. This Christmas – 4:01
9. The Christmas Song – 4:25
10. Xtina's Xmas – 1:32
11. The Christmas Song (Holiday Remix) – 4:03

## Umístění ve světě
| Hitparáda | Umístění |
| --------- | -------- |
| USA       | 28       |
| Mexiko    | 65       |

| Prodejnost | Počet     |
| ---------- | --------- |
| Celkem     | 1,300,000 |